# Kostel svatého Lukáše (Myslibořice)
Kostel svatého Lukáše je farní kostel římskokatolické farnosti Myslibořice. Kostel se nachází v Myslibořicích v centru obce nedaleko zámku Myslibořice, jehož součástí je diakonický domov důchodců Diakonie Myslibořice. 
Kostel je typicky venkovský se středověkým jádrem, přestavěný na pozdně renesanční stavbu s barokní úpravou. Před severním průčelím jsou umístěny čtyři barokní plastiky. Jsou to sochy svatého Aloise, svatého Jana Nepomuckého (obě z roku 1767), svatého Antonína Paduánského a svatého Floriána (ty z doby kolem roku 1767). Kostel je chráněn jako kulturní památka České republiky.

## Historie
Kostel je poprvé zmiňován v roce 1260. V tomto roce patřil pod klášter v Oslavanech, a patřil pak pod něj až do husitské revoluce. V roce 1437 byl kostel i s patronátem a obcí zakoupen Janem Liznou z Arkletic a v roce 1550 přešel do rukou protestantů. Po bitvě na Bílé hoře byl kostel obnoven a již v roce 1625 v kostele působil farář Nigrín. V roce 1657 pak kostel přišel o faráře a byl přifařen k farnosti v Krhově a v mezi lety 1666 a 1704 spadal pod farnost v Lipníku u Hrotovic a od roku 1704 působil ve vlastní farnosti. V letech 1556, 1567 a 1609 kostel získal zvony, ten z roku 1567 byl posléze v roce 1791 přelit a znovu svěcen. V roce 1804 byl kostel svatého Lukáše přestavěn do současné podoby. Původně stál na místě tzv. starého hřbitova. V letech 1892–1894 byl na podnět tehdejšího faráře Tomáše Karáska kostel rekonstruován, došlo k nové vnitřní výmalbě a také byly zakoupeny nové varhany.
V roce 2003 byl rekonstruován exteriér kostela a v roce 2004 byl restaurován také interiér. Kostel byl vymalován a byla položena nová dřevěná podlaha, opravy proběhly částečně svépomocí, kdy občané obce odpracovali celkem 850 hodin. Roku 2015 byl interiér kostela znovu opraven a byla získána z archivu původní farní kronika z let 1886–1948.